# EMD GP38-2
Die EMD GP38-2 ist eine Baureihe 4-achsiger dieselelektrischer Lokomotiven des US-amerikanischen Lokomotivherstellers General Motors Electro-Motive Division (EMD).
Insgesamt wurden 2.219
bzw. 2.222 Maschinen dieser Baureihe hergestellt.

## Entwicklung
Die GP38-2 ist eine Weiterentwicklung der Baureihe EMD GP38. Hierbei setzte sich bei EMD erstmals ein modularer Aufbau der Komponenten durch. EMD bot die bald als Dash 2 (englisch für Strich 2) bezeichnete Baureihe analog zum Vorgänger in drei Leistungsklassen an. Neben der EMD GP38-2 (1.500 kW) wurde eine mittelstarke (EMD GP40-2, 2.250 kW) Schwesterbaureihe entwickelt. 1980 kam eine noch stärkere Baureihe (EMD GP50, 2.700 kW) hinzu.

## Konstruktion
Die Lokomotivtypen GP38, GP38-2, GP39, GP39-2, GP40, GP40-2 und GP50 basierten auf einem einheitlichen Rahmen. Hierdurch ergab sich eine identische Länge für alle Baureihen. In allen Dash-2-Baureihen wurden neuentwickelte Drehgestelle eingebaut, welche nach Angaben des Herstellers im Vergleich zu den Vorgängern höhere Zugkraft liefern. Zusätzlich wurden die elektronischen Komponenten modular aufgebaut. Hierdurch ergab sich eine einfachere Wartung der Maschinen.
Die GP 38-2 und GP 40-2 benutzen denselben Motortyp EMD 16-645. Die Typenbezeichnung EMD 16-645 bedeutet, dass der Dieselmotor 16 Zylinder mit einem Hubraum pro Zylinder von 645 Kubikzoll hatte. GP38-2 sind mit Roots-Kompressoren aufgeladen, bei der GP40-2 wird der Motor mit Abgas-Turboladern aufgeladen. Wo die höhere Leistung der GP40-2 nicht nötig war, wurde die GP38-2 oftmals vorgezogen, da die Turbolader einen höheren Wartungsaufwand bedeuteten. Die Motoren arbeiten nach dem Zweitakt-Diesel-Prinzip. Sie sind sogenannte „Langsamläufer“ mit Drehzahlen zwischen 275/min (Leerlauf) und 875/min (Volllast).
Augenfälligstes Unterscheidungsmerkmal der GP 38-2 im Vergleich zur GP 40-2 ist die Anzahl der Dachlüfter am Fahrzeugende. Die GP38-2 hat zwei Auspuffanlagen, die GP40-2 hat nur eine Auspuffanlage. Während die GP38 nur 2 Lüfter benötigt, wurde die GP40 mit drei Lüftern ausgestattet.
Alle Maschinen liefen auf zwei zweiachsigen Bloomberg-Drehgestellen.

## Sonderbaureihen
In den Jahren 1973 und 1974 wurden für die Canadian National Railway 51 Lokomotiven der Baureihe GP 38-2W mit einem vergrößerten Führerhaus gebaut. 20 weitere Maschinen wurden als Personenzug-Lokomotiven nach Mexiko geliefert. Bei diesen Maschinen war die Oberkante des Vorbaus bis zum Dach des Führerhauses hochgezogen, um Platz für die Zugheizeinrichtungen zu schaffen. Hierdurch ähnelten die Maschinen früheren Modellen der GP-Serie.

## Bilder

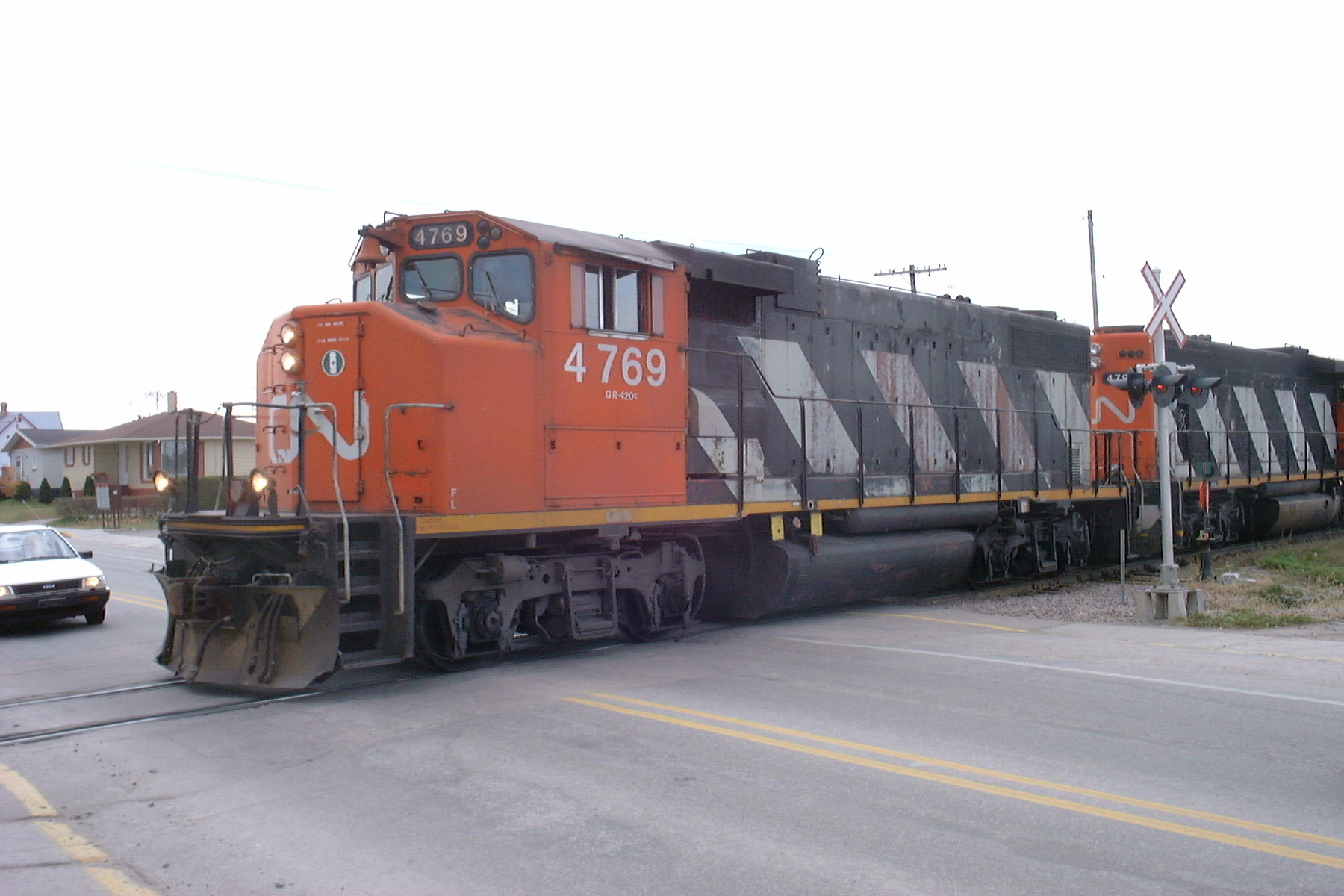
CN #4769, eine der 1973/74 nach Kanada gelieferten Maschinen mit großem Führerhaus.
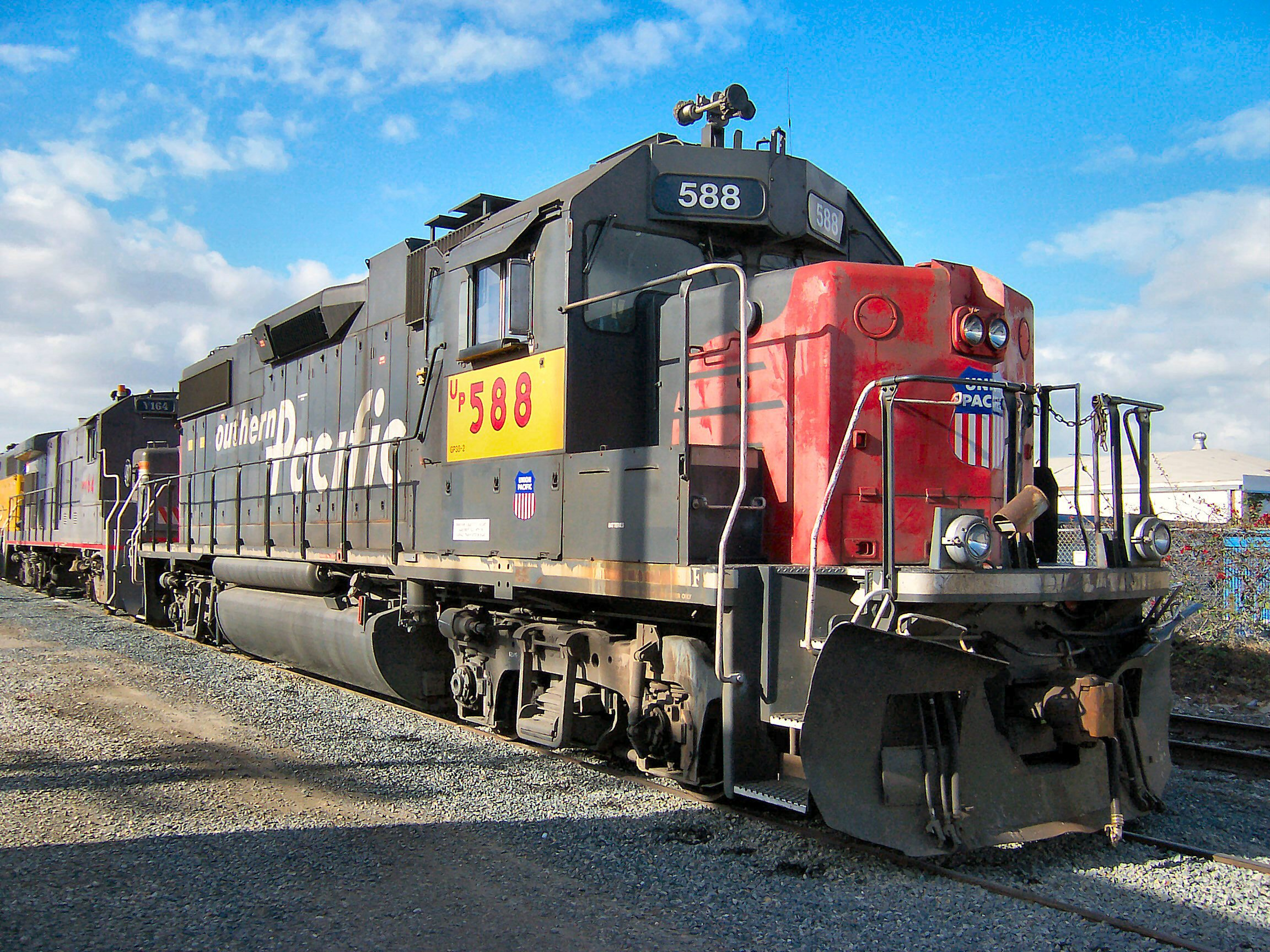
Union Pacific Railroad #588, nach der Übernahme der Southern Pacific Railroad provisorisch umgenummert.
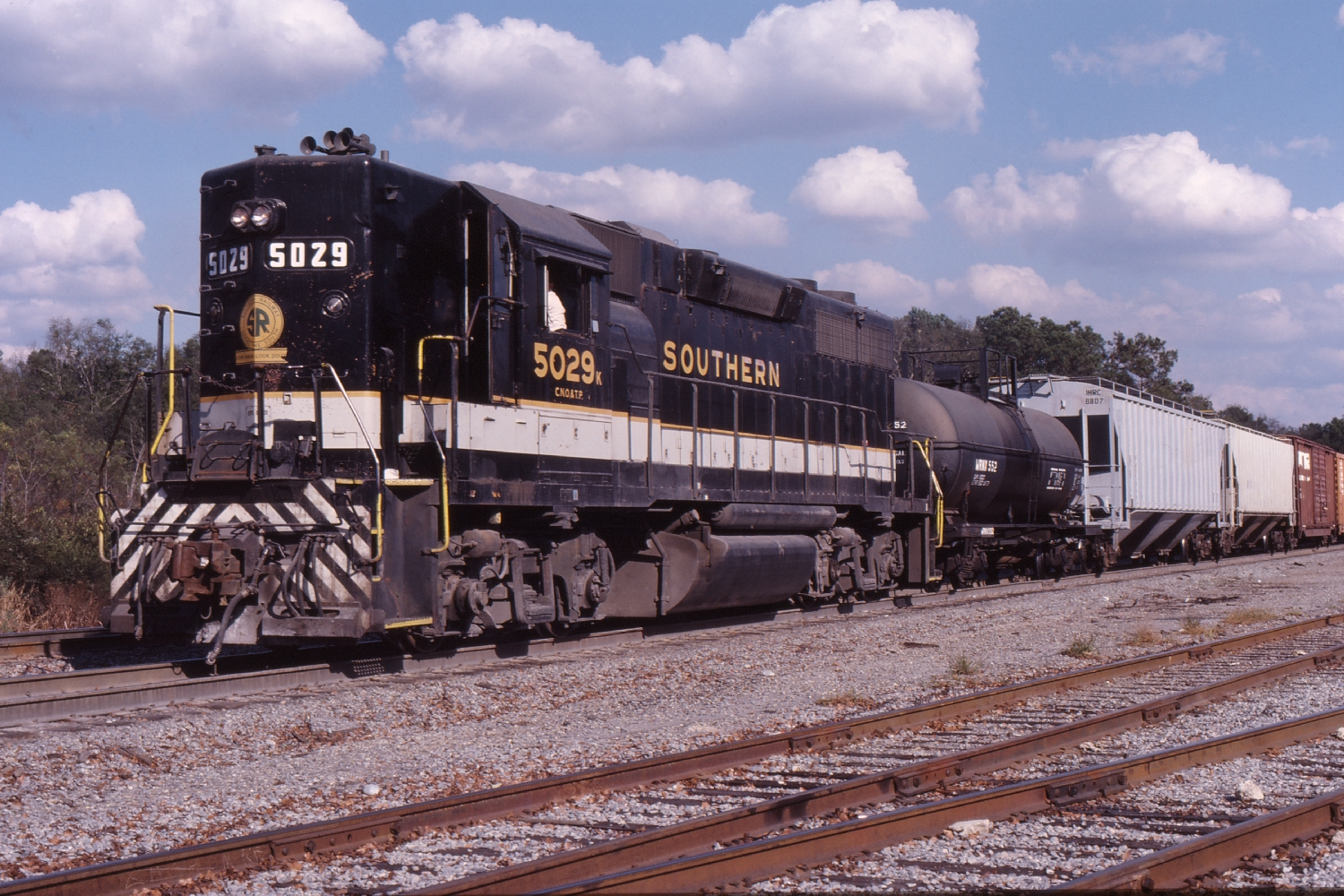
NS #5029, eine von 257 für die Southern Railway (#5000-5256) gebauten high-hood GP38-2.